# 雲吉山駅
雲吉山駅（ウンギルサンえき）は大韓民国京畿道南楊州市鳥安面にある、韓国鉄道公社（KORAIL）の駅。
乗り入れている路線は線路名称上は中央線であるが、当駅には広域電鉄の京義・中央線電車のみが停車する。駅番号はK129。

## 歴史
- 2008年
  - 12月8日 - 駅名：蕓吉山駅に決定。
  - 12月24日 - 駅名：雲吉山駅に変更。
  - 12月29日 - 中央電鉄線（当時）の駅として開業。
- 2014年12月27日 - 京義電鉄線（龍山線）が孔徳駅から龍山駅まで開通し、中央電鉄線と直通を開始。同時に双方の路線名を「首都圏電鉄京義・中央線」とする。

## 駅構造
島式ホーム2面4線の高架駅。

## 利用状況
近年の一日平均利用人員推移は下記のとおり。なお、2008年は開業日の12月29日から12月31日までの3日間の平均である。
| 路線         | 路線     | 2000年 | 2001年 | 2002年 | 2003年 | 2004年 | 2005年 | 2006年 | 2007年 | 2008年 | 2009年 | 出典  |
| ------------ | -------- | ------ | ------ | ------ | ------ | ------ | ------ | ------ | ------ | ------ | ------ | ----- |
| 京義・中央線 | 乗車人員 | 未開業 | 未開業 | 未開業 | 未開業 | 未開業 | 未開業 | 未開業 | 未開業 | 270    | 1,095  | [ 1 ] |
| 京義・中央線 | 降車人員 | 未開業 | 未開業 | 未開業 | 未開業 | 未開業 | 未開業 | 未開業 | 未開業 | 352    | 1,071  | [ 1 ] |
| 路線         | 路線     | 2010年 | 2011年 | 2012年 | 2013年 | 2014年 | 2015年 | 2016年 | 2017年 | 2018年 | 2019年 | 出典  |
| 京義・中央線 | 乗車人員 | 1,259  | 1,261  | 1,127  | 1,303  | 1,400  | 1,339  | 1,288  | 1,031  | 901    | 928    | [ 1 ] |
| 京義・中央線 | 降車人員 | 1,201  | 1,192  | 1,071  | 1,248  | 1,320  | 1,251  | 1,207  | 1,007  | 867    | 894    | [ 1 ] |
| 路線         | 路線     | 2020年 | 2021年 | 2022年 | 2023年 |        |        |        |        |        |        |       |
| 京義・中央線 | 乗車人員 | 817    | 879    | 877    | 843    |        |        |        |        |        |        |       |
| 京義・中央線 | 降車人員 | 779    | 838    | 853    | 836    |        |        |        |        |        |        |       |

## 駅周辺
- 雲吉山（朝鮮語版）
- 南楊州総合撮影所
- 北漢江

## 隣の駅
韓国鉄道公社
 京義・中央線
急行
通過
緩行
八堂駅 (K128) - 雲吉山駅 (K129)  - 両水駅 (K130)